# Édouard Kargu
Édouard "Kargu" Kargulewicz (16. december 1925 - 13. marts 2010) var en fransk fodboldspiller (angriber).
Kargu spillede i perioden 1950-1953 11 kampe og scorede tre mål for det franske landshold. Han spillede størstedelen af sin karriere hos Bordeaux, og blev i 1954 topscorer i den bedste franske liga, Ligue 1.